# Якутино (Торжокский район)
Якутино — деревня в Торжокском районе Тверской области. Относится к Борисцевскому сельскому поселению.
Находится в 5 км к югу от города Торжка. К востоку от деревни — автодорога «Торжок-Старица», к западу железная дорога «Торжок-Ржев». На севере деревня примыкает к деревне Дубровка.
Население по переписи 2002 года — 50 человек (22 мужчины, 28 женщин).
Пригородное положение способствует некоторому росту деревни.

## История
В 1859 году в казенной деревне Якутино 19 дворов, 170 жителей.
В конце XIX-начале XX века деревня относилась к приходу села Семёновское Новоторжской волости Новоторжского уезда Тверской губернии. В 1884 году в деревне 23 двора, 171 житель.
В 1997 году — 20 хозяйств, 35 жителей.